# Johann Abraham Peter Schulz
Johann Abraham Peter Schulz (Lüneburg , 31 de marzo de 1747 - Schwedt, Brandeburgo, 10 de junio de 1800) fue un músico y compositor alemán. Las obras por las que es más conocido actualmente son la melodía del poema de Matthias Claudius Der Mond ist aufgegangen y la canción navideña Ihr Kinderlein kommet.

## Obras seleccionadas

### Piano
- Sechs Klavierstücke, Op. 1, 1778
- Sonata, Op. 2, 1778

### Lieder
- Gesänge im Volkston, 1779
- Lieder im Volkston, 1782, 1785, 1790.
- Chansons Italiennes, 1782

### Óperas
- Clarissa, opereta, Berlín 1775
- La fée Urgèle, 1782
- Il barbiere di Siviglia, 1786.
- Aline, reine de Golconde, Rheinsberg 1787
- Høstgildet, Syngespil, Copenhague 1790
- Indtoget, Syngespil, Copenhague 1793
- Peters bryllup, Syngespil, Copenhague 1793

### Música incidental
- Música para Athalie por Jean Racine, Rheinsberg 1785

### Música sacra
- Maria und Johannes, 1788
- Kristi død, 1792
- Des Erlösers letzte Stunde, 1794
- 4 Himnos 1791–1794